# Anton Hruboň
Anton Hruboň (* 26. října 1989, Nitra) je slovenský historik, specializující se na dějiny slovenského fašismu a extrémismu.

## Životopis
Vystudoval historii (Bc. 2010, Mgr. 2012, PhDr. 2015) a slovenské dějiny (PhD. 2015) na Fakultě humanitních věd Univerzity Mateja Bela v Banskej Bystrici. V roce 2019 zde získal titul docenta. V současnosti zde působí na Fakultě politických věd a mezinárodních vztahů.

## Dílo (výběr)
- Alexander Mach. Radikál z povolania. Bratislava 2018. ISBN 978-80-8159-667-4.
- Mýtus a kult Jozefa Tisa. Bratislava 2022. ISBN 978-80-973678-5-5.
- Nacionalizmy v nás. Eseje o živej minulosti. Bratislava 2020. ISBN 978-80-973678-0-0.
- "Za slovenský štát, za Novú Evrópu!" Hlinkova garda v období nemeckej okupácie.'. Banská Bystrica 2015. ISBN 978-80-89514-35-9.